# Battenbergi Viktória Eugénia spanyol királyné
Battenbergi Viktória Eugénia (Balmorali kastély, Skócia, 1887. október 24. – Lausanne, Svájc, 1969. április 15.), ragadványneve: Ena, teljes neve németül: Victoria Eugénie Julia Ena von Battenberg, angolul: Victoria Eugenie Julia Ena of Battenberg és spanyolul: Victoria Eugenia Julia Ena de Battenberg. Születése jogán battenbergi hercegnő, Spanyolország királynéja. II. Lajos hesseni nagyherceg dédunokája, Viktória brit királynő unokája, Battenbergi Sándor bolgár fejedelem unokahúga, XIII. Alfonz spanyol király felesége, Habsburg–Tescheni Mária Krisztina menye és I. János Károly nagyanyja volt. A Hesseni-ház morganatikus ágának a Battenbergi-háznak volt a tagja. Német származású hercegnőből lett angol királyi hercegnő. Plantagenêt Eleonóra, Lancasteri Katalin és Tudor Mária mellett ő a negyedik angol királyi hercegnőből lett királyné Kasztíliában, illetőleg utódállamában, Spanyolországban.

## Élete

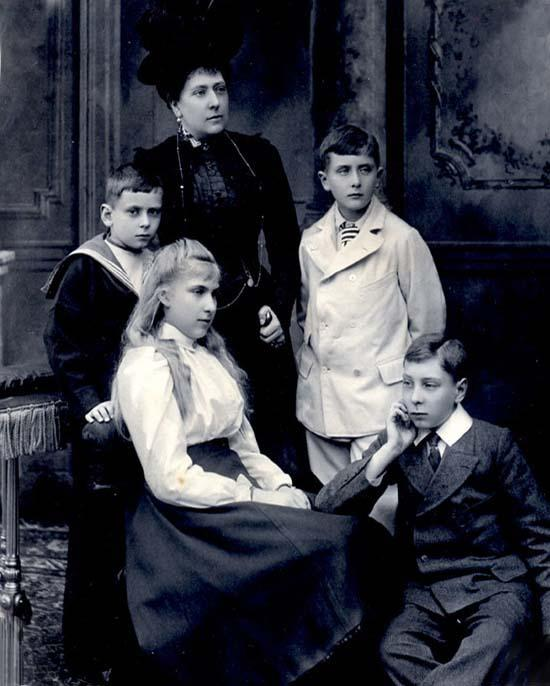
Az ifjú Viktória Eugénia 1900-ban 13 évesen édesanyjával, Szász–Coburg–Gotha-i Beatrix angol királyi hercegnővel és fiútestvéreivel

Henrik battenbergi hercegnek, II. Lajos hesseni nagyherceg unokájának és Szász–Coburg–Gotha-i Beatrix brit királyi hercegnőnek, Viktória brit királynő lányának az egyetlen lánya.
A Hesseni-ház morganatikus ágából a Battenbergi-házból származott, miután nagyapja, Sándor hessen–darmstadti herceg (1823–1888), II. Lajos hesseni nagyherceg harmadszülött fia rangon aluli házasságot kötött Julia Hauke grófnővel (1825–1895), aki az esküvője révén elnyerte a Battenberg hercegnője címet, melyet gyermekei is örököltek, de a hesseni nagyhercegi család címeit az utódaik nem viselhették. A Beatrix angol királyi hercegnővel kötött házasságával 1885-ben Henrik battenbergi herceget anyósa, Viktória királynő a brit királyi hercegi címmel tüntette ki, így gyermekei, köztük Viktória Eugénia is születése jogán viselte mind a battenbergi hercegnő, mind pedig a brit királyi hercegnő címeket. A keresztségben a Viktória Eugénia Júlia Ena neveket kapta, melyek közül a Viktória nevet anyai nagymamája, I. Viktória királynő után, az Eugénia elnevezést Eugénia francia császárné, III. Napóleon francia császár özvegye révén, míg a Júlia nevet apai nagymamája, Julia Hauke nyomán kapta. Az Ena pedig a skót Évának megfelelő Eua szó félreírásából származik.

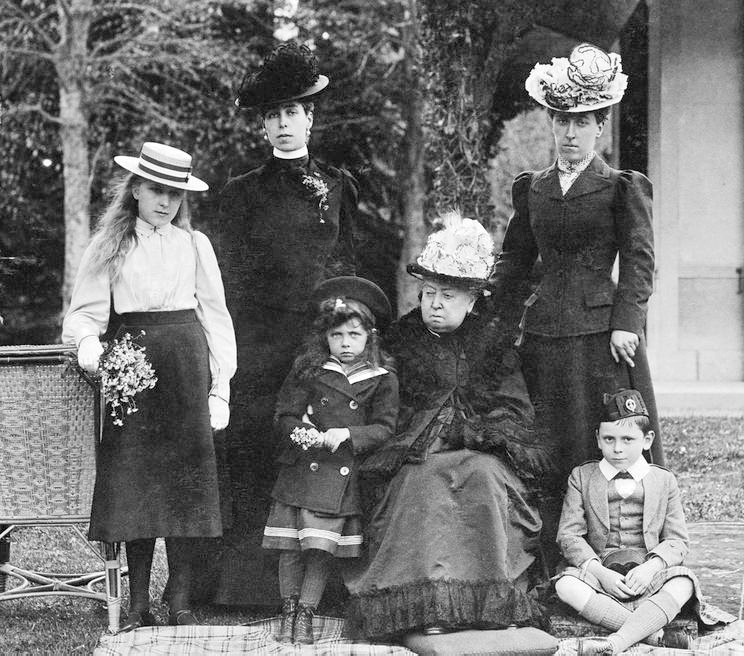
A gyermek Viktória Eugénia (baloldalt) a nagymamájának, Viktória brit királynőnek (középen) a társaságában, 1899/1900

1906. május 31-én Viktória Eugénia feleségül ment XIII. Alfonz spanyol királyhoz. Ebből az alkalomból az anglikán vallású hercegnő katolikus hitre tért, és ezért utódait az angol trónöröklésből kizárták, hiszen a brit uralkodó nem lehet katolikus vallású. Ena királyné az anyja révén hordozója volt a vérzékenység betegségnek, amelyet Viktória királynőtől örökölt. A házasság gyermekáldásban gazdag volt, 7 gyermek született, közöttük 4 fiú, és közülük egy halva született fiún kívül mind megérték a felnőttkort, de a legidősebb, a trónörökös tisztét születésétől apja trónfosztásáig viselő Alfonz (1907–1938), Asztúria hercege, és a legfiatalabb, Gonzalo herceg (1914–1934) örökölték a hibás gént, vérzékenységben szenvedtek, és még szüleik életében, húszon-, harmincévesen meghaltak. Éppen e királyi betegségnek nevezett hemofília előfordulása a királyi hercegeknél, és különösen a trónörökösnél volt többek között az egyik oka, hogy a házasság nem volt boldog, és a házasfelek elhidegültek egymástól, és bár sohasem váltak el, de Alfonz trónfosztása (1931) után különéltek egymástól.
Alfonz király 1931. április 14-én az önkormányzati választásokon a jelentősebb városokban és a fővárosban, Madridban az ellenzék elsöprő győzelmének következtében formális lemondás nélkül elhagyta az országot, és még aznap kikiáltották a köztársaságot.
A trónfosztott Alfonz király Olaszországban telepedett le, míg Ena királyné Angliában és Svájcban élt. A trónörökös és a másodszülött 1933-ban lemondtak a trónöröklési jogukról, és rangon alul nősültek, és bár az elsőszülött fiúnak, Alfonznak egyik felesége sem tudott gyermeket szülni, csak egy házasságon kívüli fia maradt, a másodszülött fiúnak, Jakabnak két törvényes fia is született, de ők nem örökölhették a trónt. Ennek ellenére Jakab infánst és fiú leszármazottait tekintették és tekintik a mai napig is a Bourbon-ház senior tagjainak, ill. ágának, és az uralkodóház fejének a karlista ág kihalása (1936) és XIII. Alfonz halála (1941 után. A két vérzékenységben szenvedő fia is a száműzetésük idején halt meg. Megérte a köztársaságiak bukását 1939-ben. Férje a halála előtt egy hónappal, 1941. január 15-én lemondott harmadszülött fia, János (1913–1993), Barcelona grófja javára a királyi címéről, aki III. János néven címzetes spanyol király lett: (1941–1977). Az ő fia volt János Károly infáns (1938. január 5.), aki nagyapja halálakor hároméves volt, és aki később Francisco Franco uralma alatt nevelkedett mint leendő uralkodó. Ena királyné 1968-ban újból Spanyolországba utazott dédunokájának, Fülöp hercegnek, a jelenlegi uralkodónak a keresztelőjére.
Az unokája pedig már Ena halála után, 1975-ben, Francisco Franco halálakor elfoglalhatta a trónt spanyol királyként.

## Gyermekei

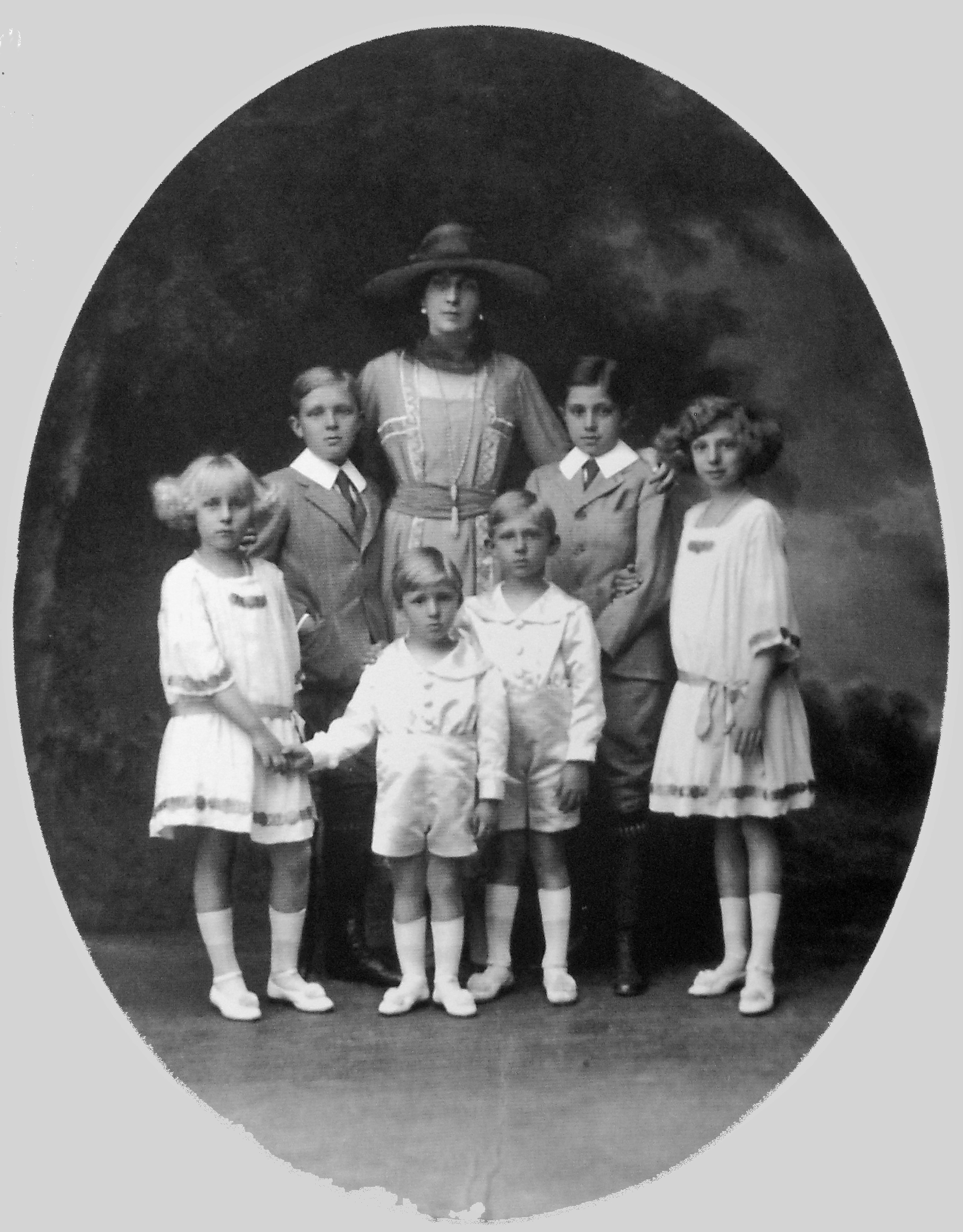
Ena királyné a gyermekeivel 1918-ban

- Férjétől, XIII. Alfonz (1886–1941) spanyol királytól, 7 gyermek:
  - Alfonz (1907–1938), Asztúria hercege, 1933-ban lemondott a trónöröklési jogáról, rangon aluli (morganatikus házasságokat kötött), 1. felesége Edelmira Ocejo (1906–1994), elváltak, gyermekei nem születtek, 2. felesége Marta Rocafort (1913–1993), elváltak, gyermekei nem születtek, 1 természetes fiú
  - Jakab (1908–1975), Segovia hercege, 1933-ban lemondott a trónöröklési jogáról, 1941-től a legitimisták szemében a Bourbon-ház feje, rangon aluli (morganatikus házasságokat kötött), ezért a leszármazottai nem örökölhetik a trónt, 1. felesége Emanuela de Dampierre őrgrófnő (1913–2012), 2 fiú, 2. felesége Charlotte Tiedmann (1919–1979), újabb gyermekei nem születtek
  - Beatrix (1909–2002), férje Alessandro Torlonia (1911–1986), Civitella-Cesi hercege, 4 gyermek
  - Bourbon N. (fiú), halva született (1910. június 21.)
  - Mária Krisztina (1911–1996), férje Enrico Cinzano (1895–1968), Marone grófja, 4 leány
  - János (1913–1993), Barcelona grófja, III. János néven címzetes spanyol király (1941–1977), felesége Bourbon Mária de las Mercedes (1910–2000) nápoly-szicíliai királyi hercegnő, 4 gyermek, többek között:
    - I. János Károly (1938–) spanyol király, felesége Oldenburgi Zsófia (1938–) görög királyi hercegnő, 3 gyermek, többek között:
      - VI. Fülöp (1968–) spanyol király, felesége Letizia Ortiz (1972–), 2 leány, többek között:
        - Leonóra (2005–) spanyol királyi hercegnő (infánsnő) és trónörökös

  - Gonzalo (1914–1934), nem nősült meg, gyermekei nem születtek